# Will Johnson (rugby à XV)
Pour les articles homonymes, voir Johnson.
Pas d'image ? Cliquez ici

a Compétitions nationales et continentales officielles uniquement.

William Warwick Johnson, né le 18 mars 1974 à Solihull (Angleterre), est un joueur de rugby à XV anglais. 

## Biographie
Il a joué longtemps au sein de l'effectif des Leicester Tigers (1,93 m pour 108 kg). C'est le frère de Martin Johnson, autre joueur des Leicester Tigers, grand joueur international et aujourd'hui sélectionneur de l'équipe d'Angleterre. Il évolue au poste de Troisième ligne aile ou de numéro 8, il gagne de nombreux trophées avec les Tigres du Leicester, étant notamment titulaire pour la finale Stade français-Leicester Tigers en 2001. Il a connu sept sélections en équipe d'Angleterre A.
Johnson signe au Coventry RFC en juillet 2006 et il est le capitaine du club, mais il part en décembre pour intégrer l'équipe italienne du Benetton Rugby Trévise. En 2008, il signe avec le Rugby Nice Côte d'Azur avant de devenir, en 2009, joueur-entraîneur adjoint puis entraîneur adjoint à plein temps en 2010.

## Carrière

### En club
- 1996-2006 : Leicester Tigers  Angleterre
- 2006-12/2006 : Coventry  Angleterre
- 12/2006-2008 : Benetton Trévise  Italie
- 2008-2010 : Rugby Nice Côte d'Azur  France

## Palmarès

### En club
- Champion d'Angleterre : 2001, 2002
- Vainqueur de la coupe d'Europe : 2001, 2002
- Vainqueur de la coupe d'Angleterre :  1998